# Ucaiáli (província)
Ucaiáli (Ucayali) é uma província do Peru localizada na região de Loreto. Sua capital é a cidade de Contamana.

## Distritos da província
- Contamana
- Inahuaya
- Padre Márquez
- Pampa Hermosa
- Sarayacu
- Vargas Guerra